# Jan Gerritsz van Bronckhorst

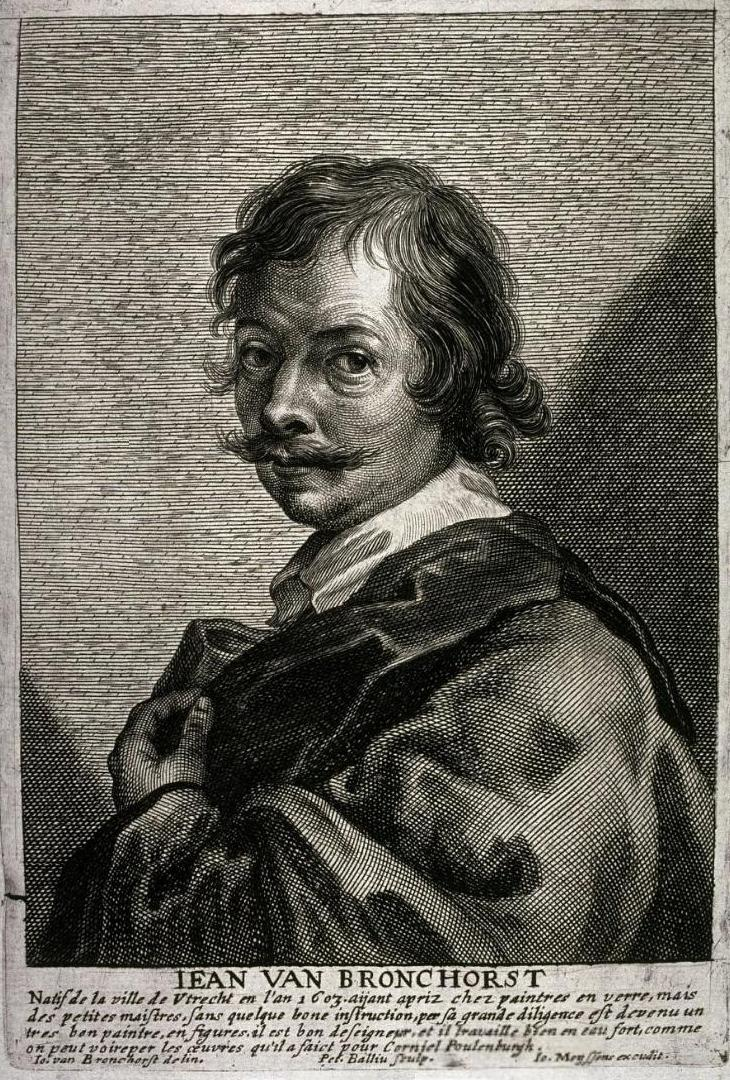
Jean van Bronchorst von Pieter Bailliu nach einem Selbstporträt, veröffentlicht in Cornelis de Bies Goldenem Kabinett anno 1662.

Jan Gerritsz van Bronckhorst, Bronchorst, oder Bronkhorst (* 1603 in Utrecht; † vor 22. Dezember 1661 in Amsterdam) war ein Maler und Radierer des niederländischen Goldenen Zeitalters. Er wird heute zu den Utrechter Caravaggisten gezählt.

## Biografie
Nach Arnold Houbraken ging van Bronckhorst im Alter von elf Jahren beim Glasgraveur Jan Verburgh in Utrecht in die Lehre. Er arbeitete dort 18 Monate, bevor er in zwei anderen Utrechter Glashütten seine Kenntnisse über das Handwerk verfeinerte und im Jahr 1620 auf eine größere Reise ging. Er kam wegen der Glasmalerei zum Glaskünstler Pieter Mathys nach Arras in Anstellung, wo er ebenfalls eineinhalb Jahre blieb. Danach fuhr er weiter nach Paris, wo er in der Glashütte des Glasmalers Chamus arbeitete, der in seiner Zeit sehr bekannt war. 1622 kehrte er nach Utrecht zurück, wo ihn Cornelis van Poelenburgh zu malen lehrte. Er heiratete 1626 Catalijntje van Noort. Er besuchte das Atelier von Gerard van Honthorst, einem Begründer der Utrechter Caravaggisten. Im Jahr 1647 zog er nach Amsterdam, wo er die Fenster und die Orgeltore der Nieuwe Kerk gestaltete, fast das einzige Interieur in einer calvinistischen reformierten Kirche, wo figürliche Malerei manchmal erlaubt war, fertiggestellt 1655. Er ist als der letzte der großen Glasmaler in Holland beschrieben worden. Im Gegensatz zu seiner Arbeit für Kirchen, zeigen seine weltlichen Gemälde den Einfluss von Caravaggio und damit auch einen auffälligen Anklang zur Sinnlichkeit. Zu seinen Schülern zählen seine Söhne Jan Jansz van Bronckhorst und Gerrit Jansz van Bronckhorst sowie Caesar van Everdingen.

## Werk

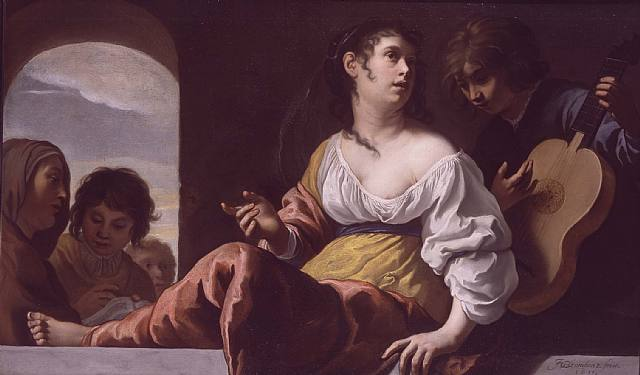
Musikalische Gesellschaft an einer Balustrade
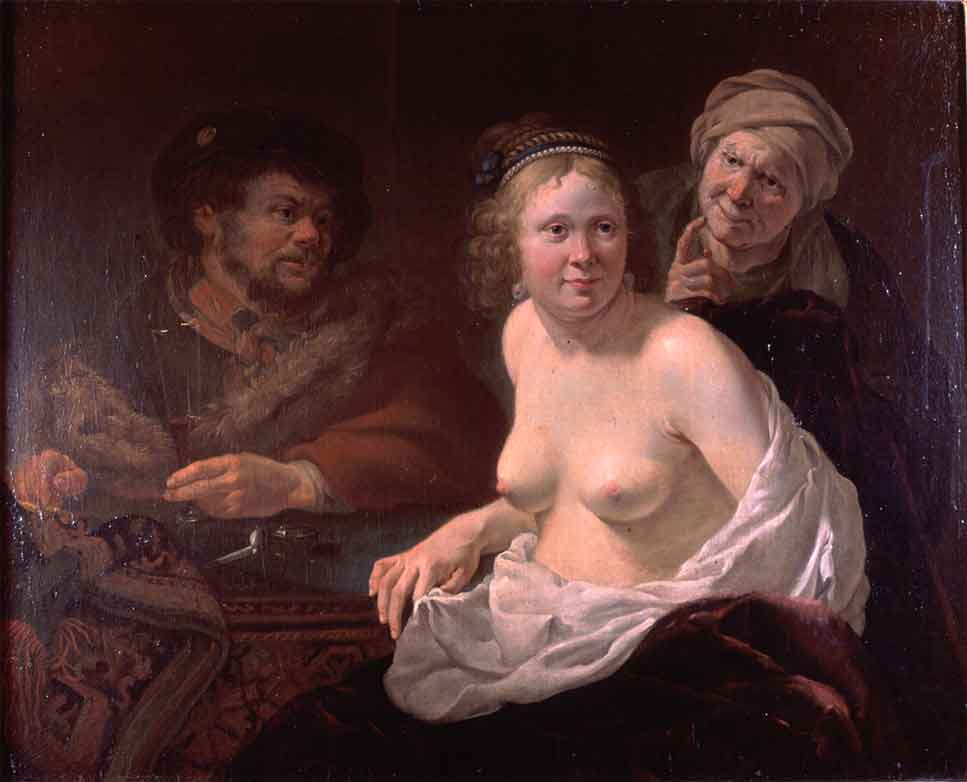
Die Kupplerin
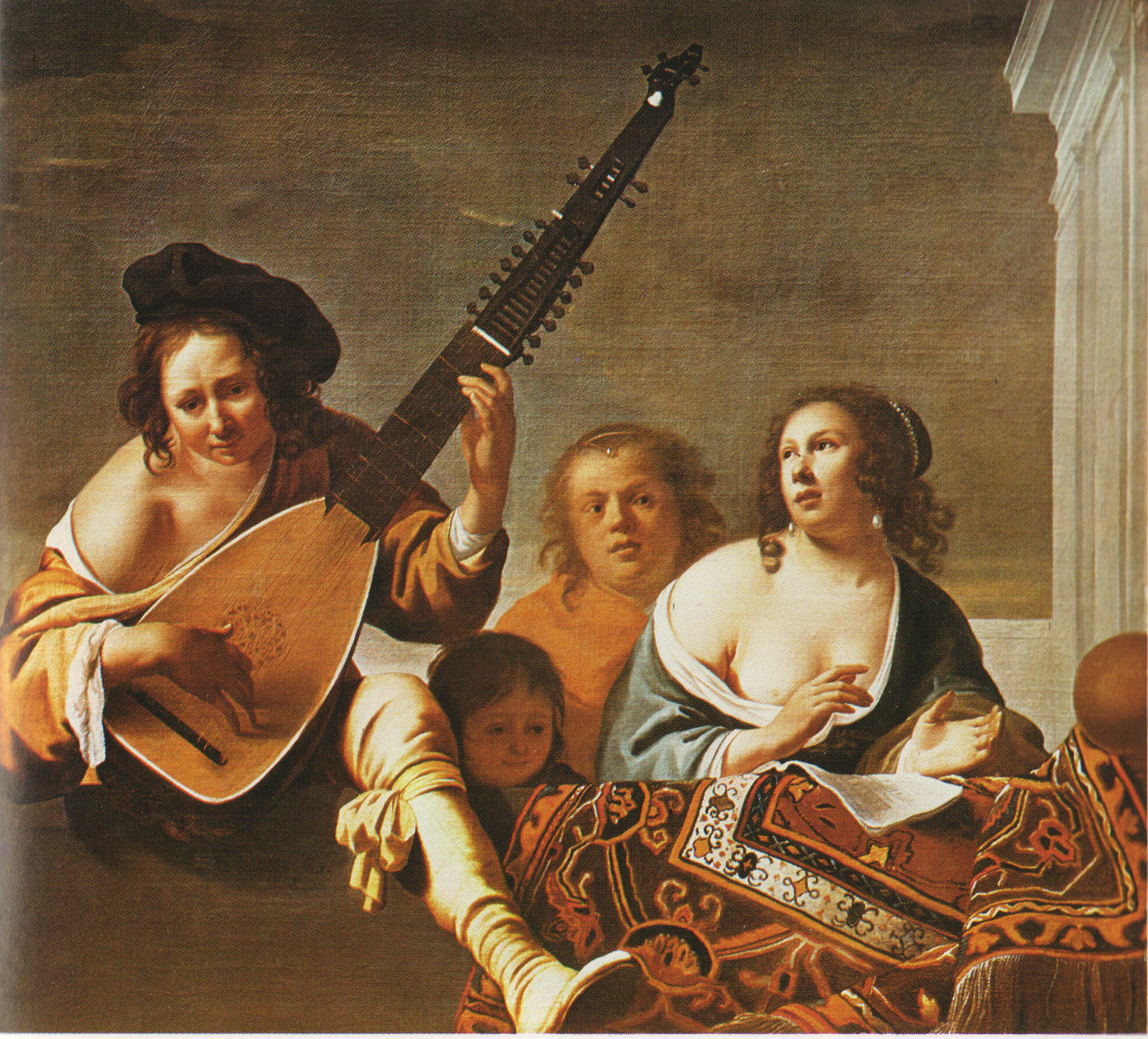
Ein Konzert